# Mek’ele
Mekele (amhara: መቀሌ , tigrinya: መቐለ angol: Mekelle) város Etiópiában, Tigré szövetségi állam székhelye. Az etióp–eritreai háború (1998-2000) óta az ENSZ Etiópiai és Eritreai Missziójának központja.

## Fekvése
Az ország fővárosától, Addisz-Abebától 650 km-re északra fekszik, a tengerszint felett 2084 m-es magasságban.

## Történet
A várost a 13. században alapították. Enderta tartomány egyik fontos városa volt, fénykorát a 19. század második felében élte, amikor IV. János király fővárosává tette. Miután a király elesett a metemmai csatában, utóda, II. Menelik itt fogadta a tartomány nemességének behódolását.
Az első olasz–etióp háborúban az olaszok elfoglalták, félig elkészült erődjét azonban fel kellett adniuk amikor a várost az etiópok sikeresen ostromolták.
Az 1902-04 között épült Aszmara-Addisz-Abeba távíróvonal elhaladt a város mellett így távíróiroda is épült.
A második olasz-etióp háborúban Emilio de Bono csapatai 1935 november 8-án foglalták el Mekelét, majd 1943 szeptember-októberében a woyan-felkelés során el is vesztették a kormánycsapatok.
Az etióp forradalom idején, 1974-ben a város kormányzóját Mengesha Seyoumot korrupció gyanúja miatt a fővárosba rendelték. Ő azonban elmenekült és egy  ellenálló csoportot szervezett, aminek mai utódja az Etióp Demokrata Unió nevű párt.
Az 1984-85-ös éhínség idején 7 „éhségtábort” hoztak létre a város körül, ahol 75.000 ember lakott, közülük naponta 50-60 halt éhen.
1986-ban a Tigrinya Népi Felszabadító Front 1800 politikai foglyot bocsátott szabadon a város börtönéből. Ez volt az „Agazi” fedőnevű akció.
A marxista kormánycsapatok a várost és környékét 1988-ban is sokáig védelmezték a Tigray-i Népi Felszabadító Front ellen, azt csak 1989. február 25-én, a tigray-i központi kormányzat összeomlása után tudták elfoglalni.
1998 június 5-én az etióp-eritreai háború során eritreai bombatámadás érte az Ayder iskolát, 12 halálos áldozatot okozva.
2002 december 29-én zavargások törtek ki a városban az Etióp Ortodox Egyház és az adventista gyülekezet tagjai között, az utóbbiak által a stadionban megrendezett nyilvános prédikáció miatt. A zavargásnak a rendőrség vetett véget, a halálos áldozatok száma hivatalos adatok szerint 5.
A város jelenleg a Tigréi Felszabadítási Front fegyveres erőinek kezében van, amely a szövetségi állam területén erős regionális hatalmat épített ki, harcot folytat az etióp hadsereggel és célja az Etiópiától való elszakadás (lásd tigréi háború).

## Népesség
| Lakosok száma | 61 583 | 96 938 | 215 914 | 323 700 |
|               | 1984   | 1994   | 2005    | 2015    |

Mekele népessége a 2007-es népszámlálási adatok alapján 215.546 fő, ebből 104.758 férfi (48,6%) és 110.758 nő (51,4%). 1994-ben a város lakossága 96.938 fő volt, vagyis 2007-ig átlagosan évi 6,3%-kal növekedett.

## Látnivalók

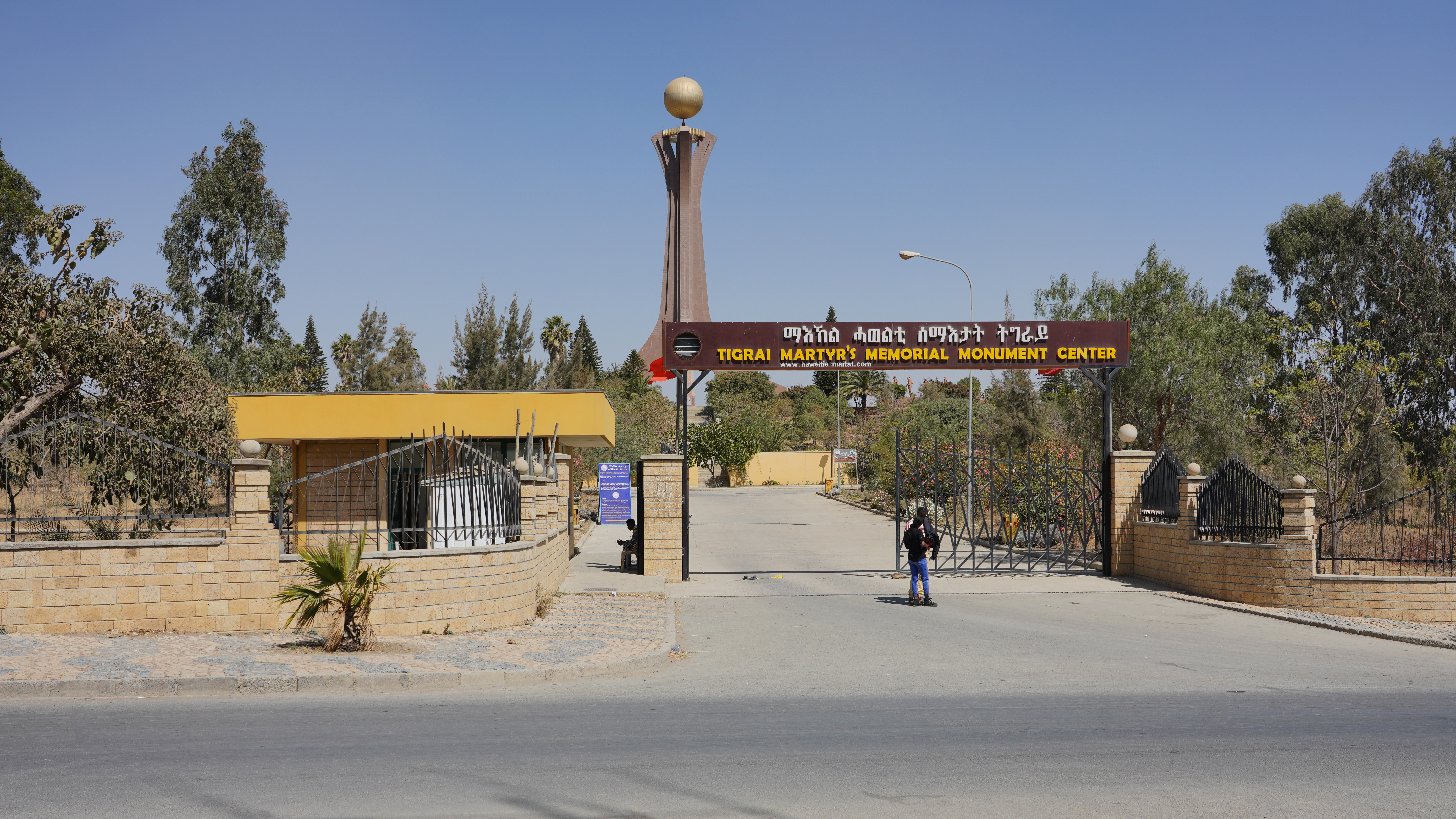
Emlékmű

- A város leglátványosabb emlékműve a Tigrinyai Népi Felszabadító Frontnak a marxista központi kormányzat, a Derg elleni  harcainak állít emléket (lásd a képen).
- IV. János palotája: a császár hivatalos építésze, az olasz Giacomo Naretti (1831-1899) tervei alapján épült fel 1884-re. Jelenleg múzeumként működik, ahol a császár trónja, ágya, ünnepi öltözetei, fegyverei láthatóak.
- A városban  nyolc jelentősebb keresztény templom található.
- Focicsapata a Trans Ethiopia, melynek stadionja, a Balloni 10.000 fő befogadására képes.
- A város helyi piacát 1890 óta hétfőnként tartják.

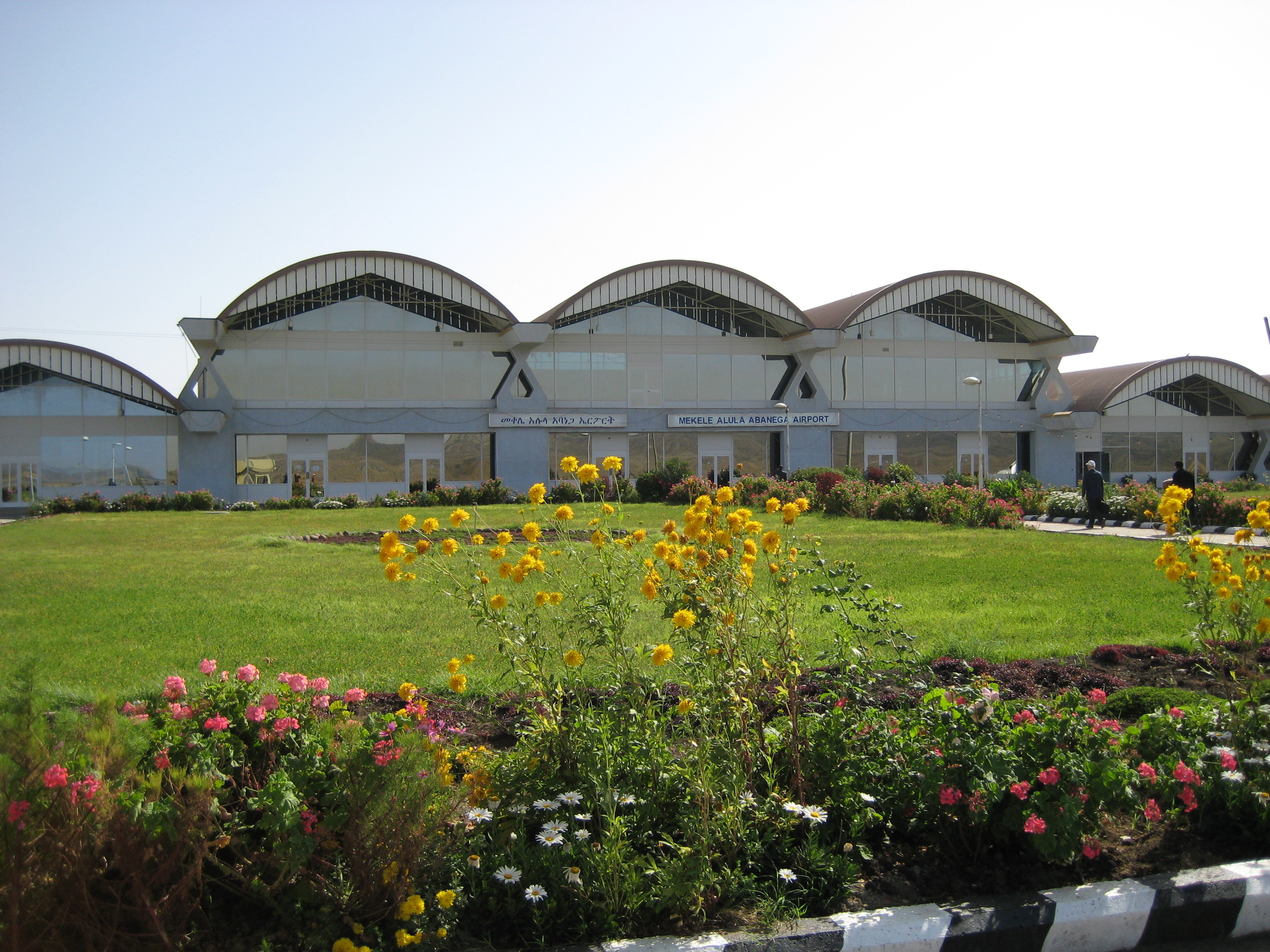
Alula Aba Repülőtér

- Repülőtere az 1990-es években épült Alula Aba Repülőtér.

## Fordítás
- Ez a szócikk részben vagy egészben  a   Mek'ele című angol Wikipédia-szócikk fordításán alapul.  Az eredeti cikk szerkesztőit annak laptörténete sorolja fel. Ez a jelzés csupán a megfogalmazás eredetét és a szerzői jogokat jelzi, nem szolgál a cikkben szereplő információk forrásmegjelöléseként.